# Tinda indica
Tinda indica är en tvåvingeart som först beskrevs av Walker 1851.  Tinda indica ingår i släktet Tinda och familjen vapenflugor. Inga underarter finns listade i Catalogue of Life.